# Anna Heilman
Anna Heilman (auch Hanka oder Chana Weissman), geboren als Hana Wajcblum, (1. Dezember 1928 in Warschau – 1. Mai 2011 in Ottawa) war eine kanadische Holocaustüberlebende polnischer Herkunft. Sie war 1944 am (zweiten) bewaffneten Aufstand des Häftlings-Sonderkommandos in den Krematorien III und IV im KZ Auschwitz-Birkenau beteiligt. Sie war die jüngere Schwester von Ester Wajcblum, die wegen ihrer Beteiligung am Aufstand am 6. Januar 1945 am Appellplatz von Auschwitz gehenkt wurde.

## Biografie
Anna Heilman war das jüngste von drei Kindern von Jakub und Rebeka Wajcblum, die beide gehörlos waren, diese Beeinträchtigung wurde nicht an die drei Kinder weitervererbt. Vater Jakub besaß eine Fabrik (Snycerpol) in der holzhandwerkliche Produkte erzeugt wurden. Hier arbeiteten gehörlose Menschen, auch das Kindermädchen von Anna, Sabina und Ester Wajcblum (Estusia) war gehörlos. Die Produkte, die in Jakub Heilmann Fabrik erzeugt wurden, wurden 1937 auf der Weltausstellung in Paris präsentiert und ein weiteres Mal 1939 auf der Weltausstellung in New York.
Familie Wajcblum lebte in der Ulica Mila, diese wurde Teil des ab Mitte 1940 entstehenden Warschauer Ghettos. Sabina Heilman konnte rechtzeitig mit ihrem zukünftigen Ehemann fliehen. Die restliche Familie verblieb im Ghetto. Anna Heilman war Mitglied der Jugendbewegung Hashomer Hatzair, die Warschauer Gruppe beteiligte sich am Aufstand im Warschauer Ghetto. Anna Heilman entschied sich aber, bei ihren Eltern zu bleiben und nicht zu kämpfen. Im Mai 1943 erfolgte die Deportation der Familie ins KZ Majdanek. Die Fahrt in Viehwaggons dauerte zwei Tage, es gab weder Wasser noch Nahrung und fast ein Drittel der Deportierten starb auf dem Weg. In Majdanek angekommen wurden Annas Eltern Jakub und Rebeka sofort ermordet. Anna und ihre Schwester Ester wurden im September 1943 ins KZ Auschwitz überstellt.
1944 mussten Anna und Ester in einer Munitionsfabrik arbeiten, dabei hatte Anna die Idee, Schwarzpulver herauszuschmuggeln. Einige Häftlinge wussten vom geplanten Aufstand des Sonderkommandos, diesem wollten die Frauen (beteiligt waren unter anderem Hanas Schwester Ester, Rózia Robota, Regina Safirsztajn und Ala Gertner) das Pulver zukommen lassen. Geschmuggelt wurde das Pulver in kleinen Beuteln in der Innenseite der Kleidung, im Knoten der Kopftücher und sogar unter den Fingernägeln. Am 7. Oktober 1944 fand der Aufstand des Sonderkommandos statt und mit Hilfe des Schwarzpulvers konnte das Krematorium IV so stark zerstört werden, dass es nicht mehr benutzt werden konnte. Es kam aber zu einem Verrat und Ester, Rózia Robota, Regina Safirsztajn und Ala Gertner wurden monatelang in einem Bunker gefoltert, hielten aber Annas Namen und die Namen weiterer Beteiligter geheim. Am 6. Januar 1945 wurden die vier Frauen gehängt. Das gesamte Frauenlager musste der Hinrichtung beiwohnen, auch Anna erlebte so den Tod ihrer Schwester Ester mit.
Völlig im Schatten der vier Hingerichteten stehen die zumindest elf bislang bekannten Widerstandskämpferinnen, die ebenfalls ihr Leben riskierten, um die Widerstandskämpfer des Sonderkommandos mit Sprengstoff zu versorgen. Laut Caroline Pokrzywinski waren dies – neben Anna Heilman:
| - „Batsheva“ - Marta Cigé - Herta Fuchs - Rose Gruenapfel, auch Ruzia |  | - Chaya Kroin - Eugenie Langer - Regina Ledor |  | - Irka Ogrudek - Raizel Tabakman - Mala Weinstein |

Der Aufstand von Auschwitz und die damit verbundenen Verzögerungen in der Mordmaschinerie haben möglicherweise zum Überleben vieler Häftlinge geführt, die sonst noch durch die SS vergast worden wären.
Kurz vor der Hinrichtung bat Ester ihre Freundin Marta Cigé, sie möge auf Anna aufpassen. In der Tat versuchte Anna nach der Hinrichtung ihrer Schwester mehrfach sich umzubringen. Sie wurde hospitalisiert und Marta Cigé wich nicht von ihrer Seite. Am 17. Januar begann die „Evakuierung“ des Lagers, da sich die Rote Armee Auschwitz näherte. Anna musste auf einen Todesmarsch und kam zuerst nach Ravensbrück, im Februar wurde sie ins KZ Neustadt-Glewe gebracht, wo sie am 2. Mai 1945 durch die Rote Armee befreit wurde.
Nach ihrer Befreiung emigrierte sie zuerst nach Belgien und ging dann nach Palästina, machte ihren Schulabschluss und wurde Sozialarbeiterin. In Palästina traf sie ihre Schwester Sabina wieder und lernte Hoshua Heilman kennen, den sie am 7. März 1947 heiratete. Das Paar wurde Eltern zweier Töchter – Ariela (geboren 1951) und Noa (geboren 1953). Joshua war Hebräischlehrer, er bekam einen Auftrag in Boston und die Familie zog 1958 dorthin. 1960 bekam er das Angebot, in Ottawa Schuldirektor zu werden und sie zogen wiederum um. Hier arbeitete Anna Heilman als Sozialarbeiterin für die Children’s Aid Society bis zu ihrem Ruhestand 1990.
Anna Heilmann hatte in Auschwitz ein Tagebuch geführt, dieses wurde aber von der SS gefunden und vernichtet, doch hatte sie es 1945 in einem Vertriebenenlager aus dem Gedächtnis neu geschrieben. Ihr Tagebuch wurde ins Englische übersetzt und 2001 unter dem Titel Never Far Away: The Auschwitz Chronicles of Anna Heilman veröffentlicht, 2002 erhielt das Buch den Ottawa Book Award.
2003 erschien der Dokumentarfilm Unlikely Heroes, in dem auch Anna Heilmans Geschichte erzählt wird.

Am 1. Mai 2011 verstarb Anna Heilman in Ottawa an Krebs.